# Ілецький район
Іле́цький район (рос. Илекский район) — муніципальний район в Оренбурзькій області Російської Федерації.
Адміністративний центр — село Ілек.

## Географія
Район розташований на південному заході області, в західній частині Урало-Ілецького межиріччя і на правобережжі Уралу до його вододілу з річкою Кінделей. Територія району простягається із заходу на схід — на 60 км, з півночі на південь — на 40 км.
Межує на заході — з Ташлинським районом, на сході — з Оренбурзьким районом і Соль-Ілецьким міським округом, на півночі — з Новосергієвським і Переволоцьким районами, на півдні — з Західноказахстанською областю Казахстану.

## Історія
1926 року із Ілецького повіту Уральської губернії Казакської АРСР була виділена Ілецька волость і передана до складу Оренбурзького повіту Оренбурзької губернії. До її складу входили 13 сільрад з 20 населеними пунктами. Площа складала 2158 км² з населенням 23110 осіб.
30 травня 1927 року Ілецька волость перетворена в Ілецький район, який мав площу 11381 км² та населення 50 тисяч осіб. Сучасні межі район отримав 1965 року.

## Населення
Населення — 23562 особи (2019; 25150 в 2010, 28793 у 2002).

## Адміністративний поділ
Район адміністративно поділяється на 15 сільських поселень:
| Поселення                       | Площа, км² | Населення, осіб (2002) | Населення, осіб (2010) | Населення, осіб (2019) | Центр         | Населені пункти |
| ------------------------------- | ---------- | ---------------------- | ---------------------- | ---------------------- | ------------- | --------------- |
| Димитровська сільська рада      | 643,52     | 1611                   | 1250                   | 1109                   | Димитровський | 4               |
| Затоннівська сільська рада      | 121,77     | 721                    | 600                    | 542                    | Затонне       | 1               |
| Ілецька сільська рада           | 282,07     | 10172                  | 9957                   | 10143                  | Ілек          | 2               |
| Кардаїловська сільська рада     | 423,48     | 3053                   | 2555                   | 2338                   | Кардаїлово    | 1               |
| Красноярська сільська рада      | 127,87     | 916                    | 794                    | 723                    | Красний Яр    | 1               |
| Мухрановська сільська рада      | 197,13     | 997                    | 770                    | 660                    | Мухраново     | 1               |
| Нижньоозернинська сільська рада | 241,60     | 1850                   | 1519                   | 1379                   | Нижньоозерне  | 1               |
| Озерська сільська рада          | 191,84     | 1366                   | 1007                   | 884                    | Озерки        | 1               |
| Підстепкинська сільська рада    | 68,93      | 571                    | 528                    | 402                    | Підстепки     | 1               |
| Привольна сільська рада         | 355,31     | 1618                   | 1344                   | 1156                   | Привольне     | 4               |
| Розсипнянська сільська рада     | 309,87     | 1092                   | 786                    | 655                    | Розсипне      | 1               |
| Сладковська сільська рада       | 110,00     | 906                    | 773                    | 721                    | Сладково      | 1               |
| Студенівська сільська рада      | 280,53     | 2327                   | 1975                   | 1686                   | Студене       | 4               |
| Сухоріченська сільська рада     | 152,09     | 822                    | 617                    | 534                    | Сухорічка     | 1               |
| Яманська сільська рада          | 93,88      | 771                    | 675                    | 630                    | Яман          | 1               |

## Найбільші населені пункти
Нижче подано перелік населених пунктів з чисельність населення понад 1000 осіб:
| № | Населений пункт | Населення, осіб (2002) | Населення, осіб (2010) |
| - | --------------- | ---------------------- | ---------------------- |
| 1 | Ілек            | 9953                   | 9760                   |
| 2 | Кардаїлово      | 3053                   | 2555                   |
| 3 | Нижньоозерне    | 1850                   | 1519                   |
| 4 | Привольне       | 1234                   | 1179                   |
| 5 | Студене         | 1275                   | 1146                   |
| 6 | Димитровський   | 1226                   | 1128                   |
| 7 | Озерки          | 1366                   | 1007                   |

## Господарство
Економіка району має сільськогосподарську спрямованість, яка спеціалізується на виробництві зерна, м'яса, молока і вовни. Основні зернові культури — ярий ячмінь, яра пшениця, озиме жито. Виробництвом с/г продукції зайнято 23 сільськогосподарських підприємства.
Промисловість району представлена наступними галузями: харчова, будівельних матеріалів, лісова, деревообробна, поліграфічна.